# Scudderia pistillata
Scudderia pistillata är en insektsart som beskrevs av Brunner von Wattenwyl 1878. Scudderia pistillata ingår i släktet Scudderia och familjen vårtbitare. Inga underarter finns listade i Catalogue of Life.

## Bildgalleri

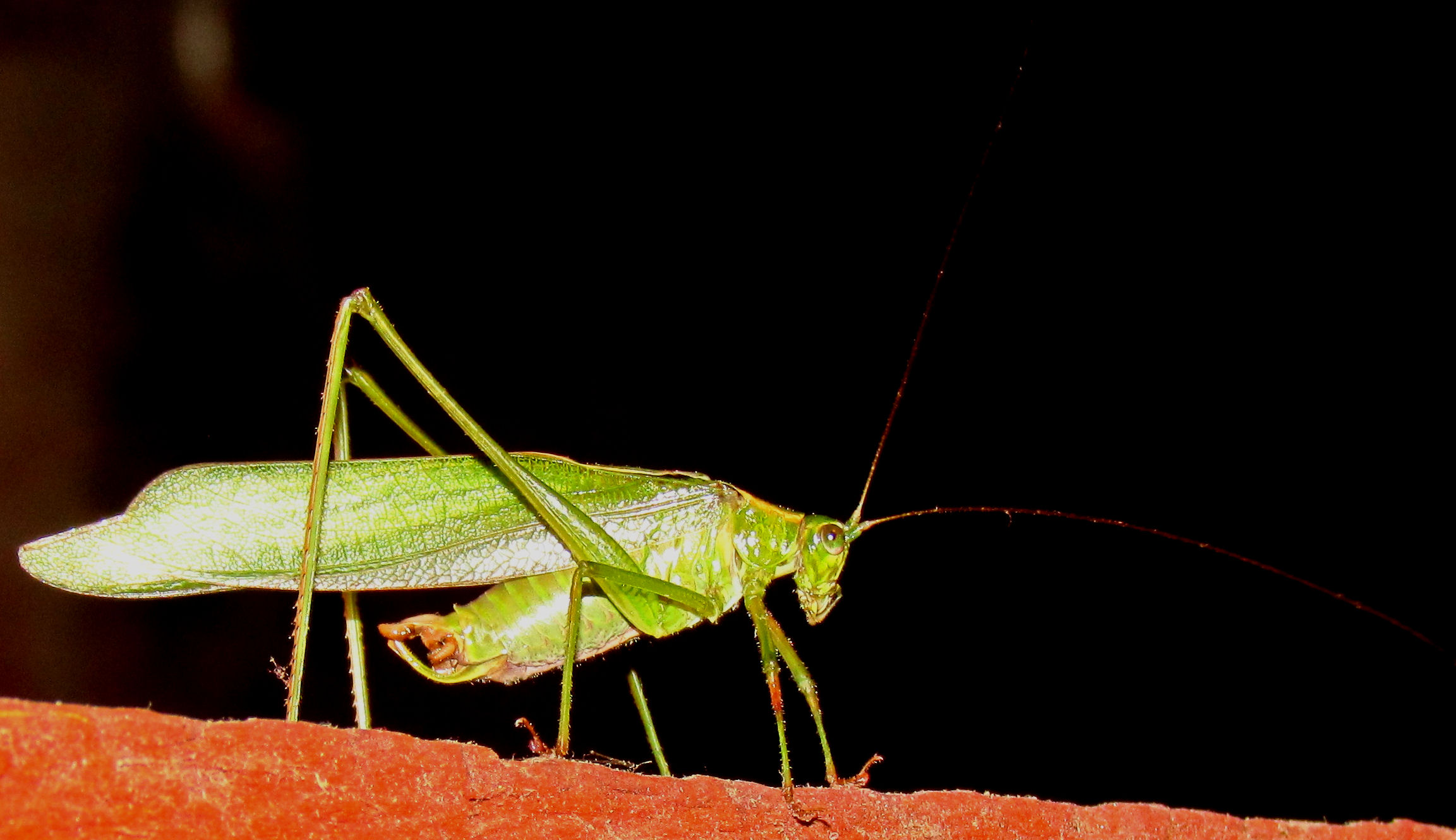
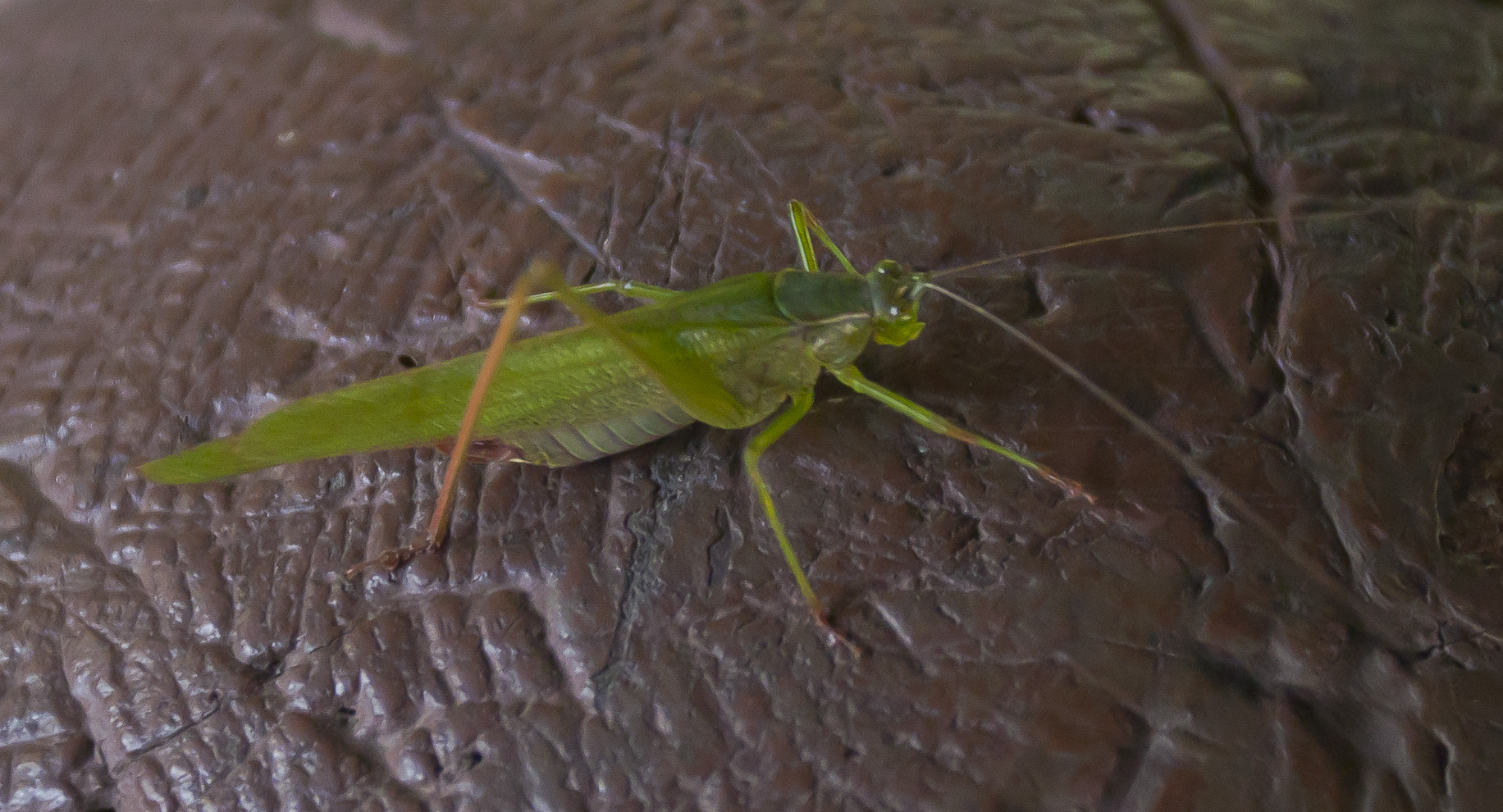